# Packet Loss Concealment
Als Packet Loss Concealment (zu Deutsch: Maskierung von Datenpaketverlust) werden Verfahren bezeichnet, die Verluste ganzer Datenpakete in einem digitalen Datenstrom überbrücken. Es wird in der digitalen Sprachübermittlung (z. B. bei der IP-Telefonie) verwendet. Einfache Verfahren ersetzen die verlorenen Daten durch Stille. Aufwendigere Verfahren halten den letzten übertragenen Ton oder versuchen den Ton zu interpolieren. Im Allgemeinen können Aussetzer mit einer Länge von bis zu 30 ms überbrückt werden, ohne dass dies der Empfänger wahrnimmt.